# Lärchen-Schneckling
Der Lärchen-Schneckling (Hygrophorus lucorum) ist eine Pilzart aus der Familie der Schnecklingsverwandten, dessen Fruchtkörper von September bis November gesellig unter Lärchen wachsen. Er ist ein guter, aber seltener Speisepilz.

## Merkmale

### Makroskopische Merkmale
Der leuchtend gelbe Hut des Lärchen-Schnecklings wird etwa 2 bis 6 Zentimeter breit. Er ist flach und schwach gebuckelt, später auch leicht trichterförmig. Anfangs zeigt der Hut eine zitronengelbe Farbe, der Buckel ist etwas dunkler. Im Alter blasst der Hut leicht aus. Der Hutrand ist bei jungen Pilzen eingebogen und durch einen klebrigen Schleier mit dem Stiel verbunden. Später schirmt er auf und der Schleier bleibt dort in kleinen, vergänglichen Resten zurück. Bei Feuchtigkeit wird die Hutoberfläche klebrig bis schleimig. Die etwa 21 bis 24 Lamellen sind am Stiel angewachsen oder laufen leicht herab. Sie stehen entfernt und sind mit bis zu 5 Millimeter verhältnismäßig dick. Die zunächst weißlichen Lamellen gilben mit zunehmendem Alter. Der Stiel des Lärchen-Schnecklings misst 2,5 bis 7 Zentimeter in der Höhe und 0,3 bis 1,5 Zentimeter im Durchmesser. Er ist zylindrisch, meist leicht verbogen, zur Basis hin leicht verdickt und weißgelblich gefärbt. Er kann bisweilen schwach mit weißen Flocken bedeckt sein. Der erst vollfleischige, feste Stiel wird im Laufe der Zeit hohl. Das bis zu 5 Millimeter dicke Hutfleisch ist weißgelblich bis zitronengelb gefärbt, das längsfaserige Stielfleisch ist weiß. Die Trama hat eine weiche und saftige Konsistenz. Sie ist weitgehend geruchslos, der Geschmack mild und würzig.

### Mikroskopische Merkmale
Die Sporen messen etwa 6,5–9,0 × 4,0–5,5 Mikrometer. Sie sind leicht elliptisch und verfügen an einem Ende über einen kleinen Fortsatz. Sie bilden einen weißen Sporenstaub. Die Basidien sind 36–52 × 7,5–9 Mikrometer groß, länglich und keulenförmig. In der Regel sind sie viersporig, manchmal auch zwei- und viersporig gemischt. Zystide sind nicht vorhanden. Das Trama des Hymenophors ist bilateralsymmetrisch aufgebaut. Es wird aus zylinderförmig bis abgeflachten Hyphenelementen gebildet, die etwa 35–120 × 4–18 Mikrometer groß sind. Das bis zu 350 Mikrometer dicke Pileipellis (Huthaut) wird aus aufgerichteten Hyphen gebildet, die an der Unterseite auf komplexe Weise, an der Oberseite hingegen nur lose mit feinen, zylindrischen Elementen von 1,5–4 Mikrometer Stärke verwoben sind. Die abschließenden Elemente messen etwa 40–80 × 2–3,7 Mikrometer. Die schwach gelben Farbpigmente befinden sich innerhalb der Zellen und lagern sich auch teilweise außen als Schicht an einem Teil der Hyphen an. Die äußerste Schicht der Stipitipellis (Stielhaut) ist bis zu 80 Mikrometer dick und besteht aus miteinander verwobenen aufgerichteten und schlaufenförmigen Hyphen, die wiederum aus zylinderförmigen Zellelementen von etwa 2–4 Mikrometer Länge aufgebaut sind; die Hyphen haben einige wenige, verstreute Enden. Am unteren Ende des Stiels zeigt der Lärchen-Schneckling eine trockene Cutis mit Büscheln aus abstehenden Hyphen von bis zu 75 Mikrometer Länge. Die abschließenden Elemente sind von zylindrischer bis keulenartiger Form und sind etwa 19–35 × 3–5,5 Mikrometer groß. Die Hyphen verfügen über Schnallen.

## Artabgrenzung
Ähnlich ist vor allem der nah verwandte, auch als Varietät des Lärchen-Schnecklings angesehene Orangegelbe Lärchen-Schneckling (Hygrophorus speciosus, Syn. Hygrophorus lucorum var. speciosus), der sich aber vom Lärchen-Schneckling durch seine orangere Farbe und den rötlichen Hutbuckel unterscheidet. Auch ist sein Velum klebrig und lässt einen Ring am Stiel zurück. Weiter fallen die Hyphen seiner Pileipellis dicker aus als beim Lärchen-Schneckling. Der Frostschneckling (Hygrophorus hypothejus) wächst zu einer späteren Jahreszeit und streng unter Kiefern, zudem ist sein Hut olivbraun und nicht zitronengelb.

## Ökologie, Phänologie und Verbreitung
Der Lärchen-Schneckling bildet Mykorrhiza mit der Lärche als Symbiosepartnerin, unter der er einzeln oder gesellig von September bis November wächst. Er ist jedoch kein häufiger Pilz und weit seltener als der Goldröhrling (Suillus grevillei) anzutreffen, der den gleichen Lebensraum besiedelt. Auch für die Japanische Lärche (Larix kaempferi) liegen noch keine Funde vor, obwohl diese Art mit einem großen Teil der europäischen Lärchen-Mykorrhizapilze eine Symbiose eingeht. Besonders häufig ist der Lärchen-Schneckling auf kalk- und lehmhaltigen Böden zu finden, vor allem in den Mittel- und Hochgebirgslagen Mitteleuropas; für nährstoffarme Sandböden existieren keine Funde.

## Systematik
Für den Lärchen-Schneckling werden folgende Varietäten bzw. Formen beschrieben:
- Hygrophorus lucorum f. amathysteus Candusso (1997)
- Hygrophorus lucorum var. speciosus (Peck) Krieglsteiner (2000)

## Bedeutung
Der Lärchen-Schneckling ist ein schmackhafter Speisepilz, der jedoch nur bei ausreichend großen Vorkommen gepflückt werden sollte – zum einen aufgrund seiner Seltenheit, zum anderen wegen seiner geringen Größe und klebrigen Oberfläche, die es erschweren, ihn von Nadeln und Schmutz zu reinigen. Er eignet sich nicht zum Trocknen, sondern sollte frisch verarbeitet werden.